# Cmentarz prawosławny w Wereszynie
Cmentarz prawosławny w Wereszynie – nekropolia wyznania prawosławnego w Wereszynie, działająca przy cerkwi unickiej, następnie prawosławnej w miejscowości.

## Historia
Cmentarz w Wereszynie był związany z cerkwią w tej samej wsi, zbudowano jako unicka (filia parafii w Wiszniowie), zaś od likwidacji unickiej diecezji chełmskiej działającej jako cerkiew prawosławna. Ostatnia cerkiew w Wereszynie została rozebrana podczas akcji polonizacyjno-rewindykacyjnej w 1938. Była położona w sąsiedztwie nekropolii.
Pochówki na cmentarzu odbywały się prawdopodobnie od początku XIX w. do wywiezienia z Wereszyna miejscowej ludności ukraińskiej wyznania prawosławnego (deportacja do ZSRR, Akcja „Wisła”). Na terenie nekropolii zachowało się około trzydziestu nagrobków z końca XIX w. i I połowy XX wieku. Najstarszy datowany nagrobek pochodzi z r. 1895. Na cmentarzu pochowana jest Maria Górska, jedna z cywilnych ukraińskich ofiar tzw. „krwawego wesela” w Wereszynie 12 lutego 1944. Po wywiezieniu ludności ukraińskiej cmentarz był porzucony. Prace porządkowe na nim wykonano w 2009 w ramach obozu młodzieżowego „Małe wspomnienia wielkiej historii”. Wtedy też nekropolia została powtórnie poświęcona. 
Kamienne nagrobki mają formę krzyży prawosławnych lub łacińskich na słupach lub postumentach, zdobionych akroterionami, tympanonami lub motywami roślinnymi. Niektóre nagrobki rzeźbione są na kształt pni drzew. Na nekropolii rośnie na niej ponad 50 różnych drzew liściastych (lipy, jesiony, brzozy, topole, kasztanowiec, grab).

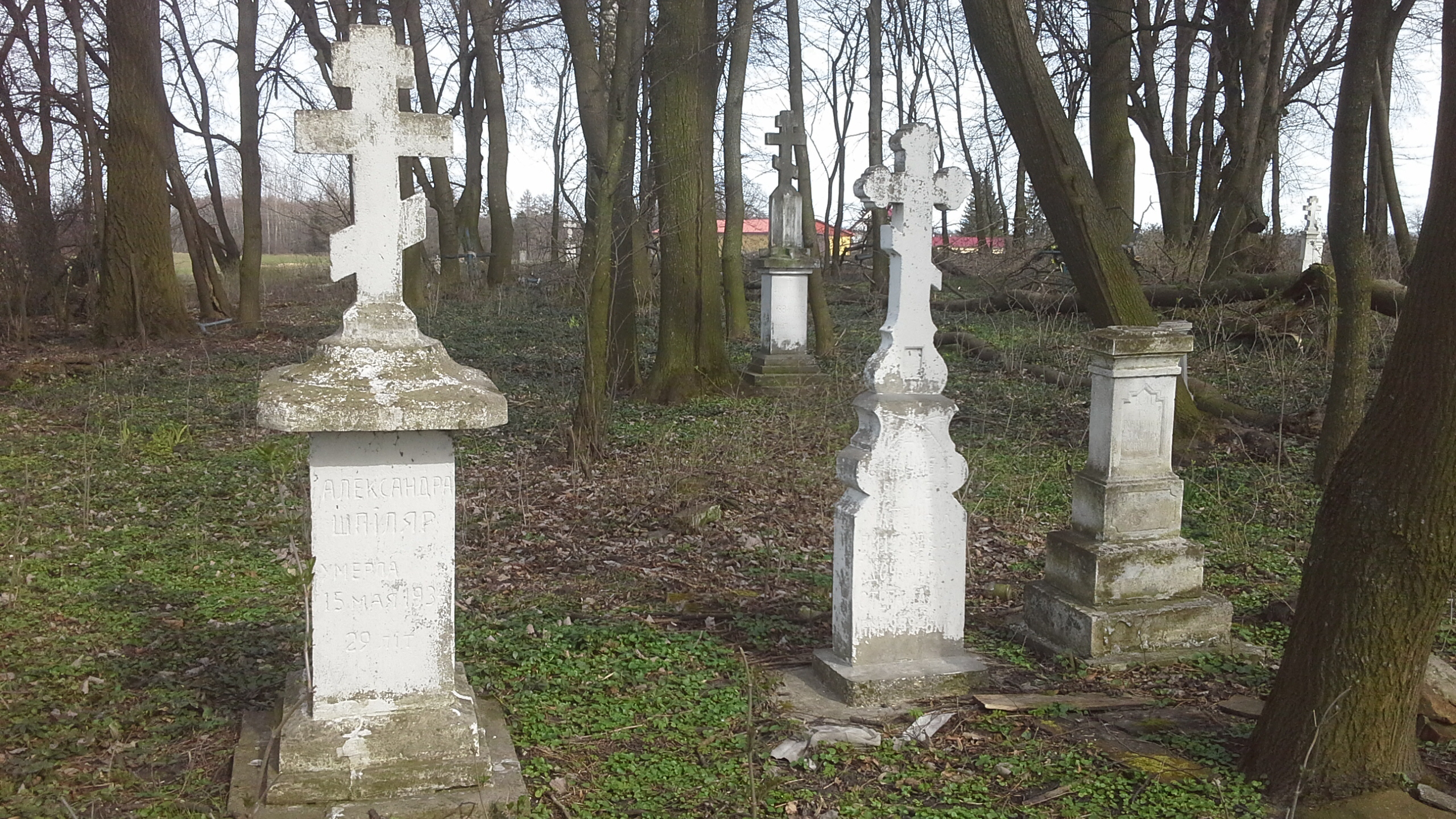
Nagrobki z okresu dwudziestolecia międzywojennego
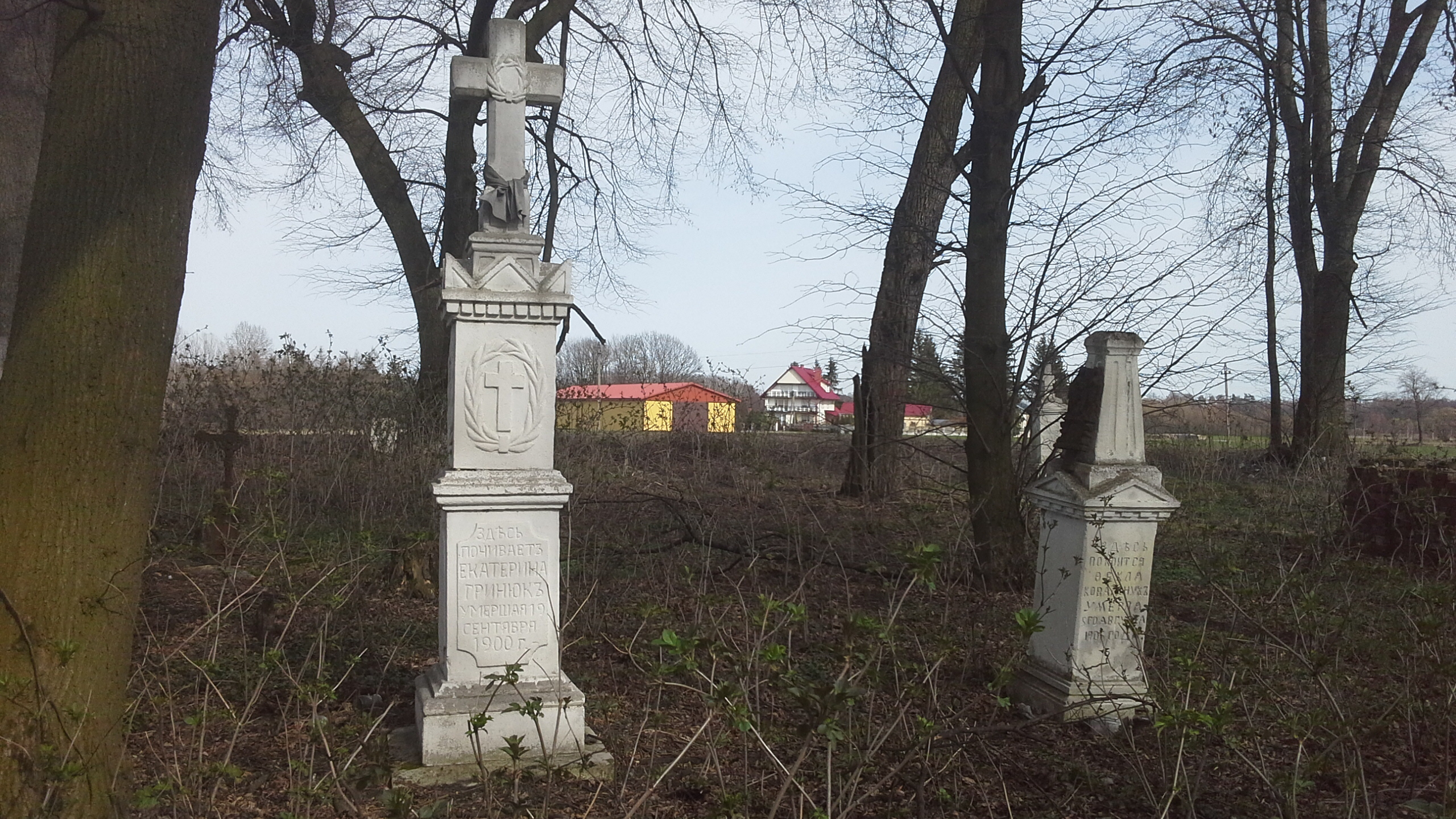
Nagrobek Kateryny Hryniuk z 1900
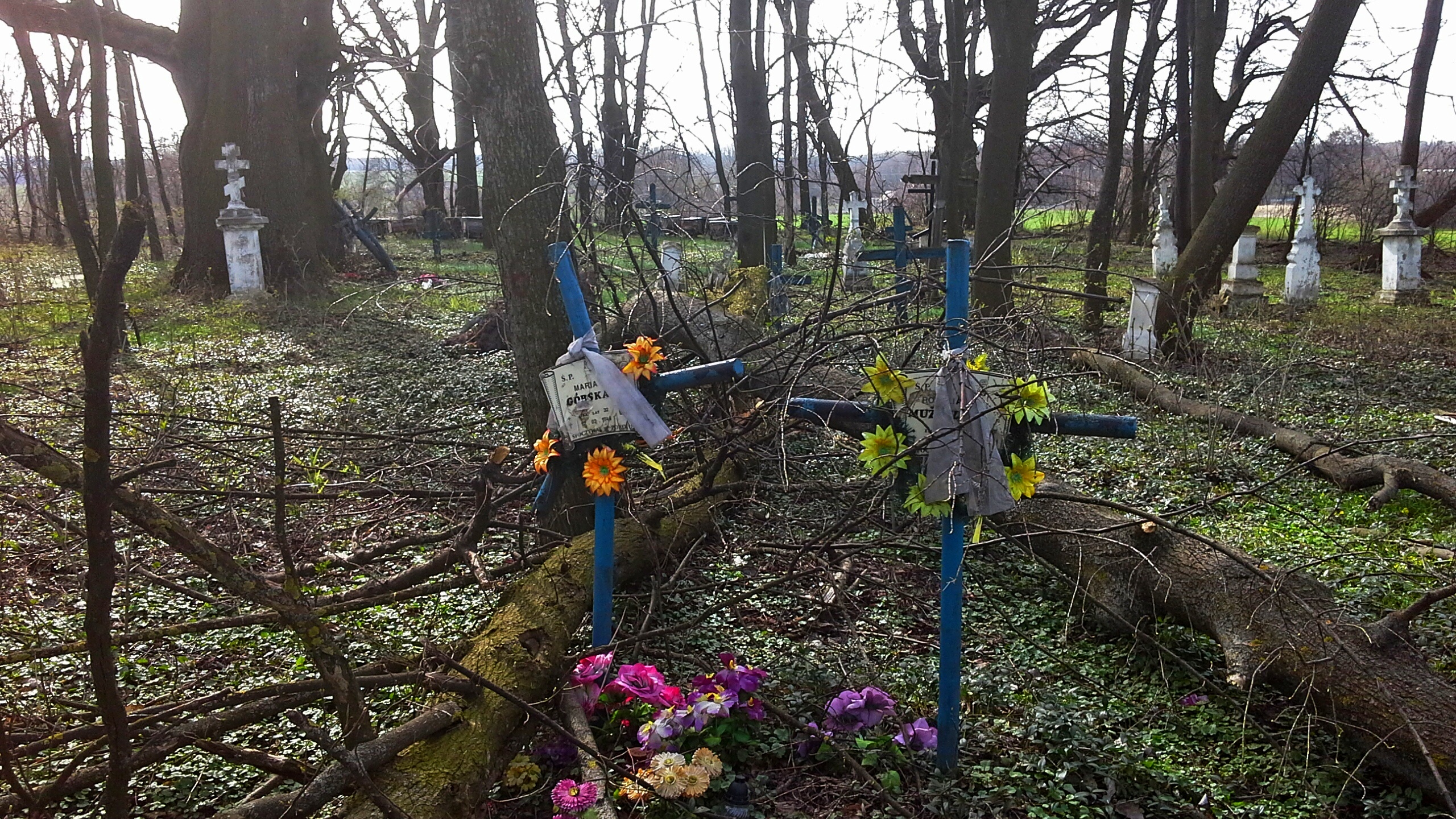
Grób zabitej 12 lutego 1944 Marii Górskiej
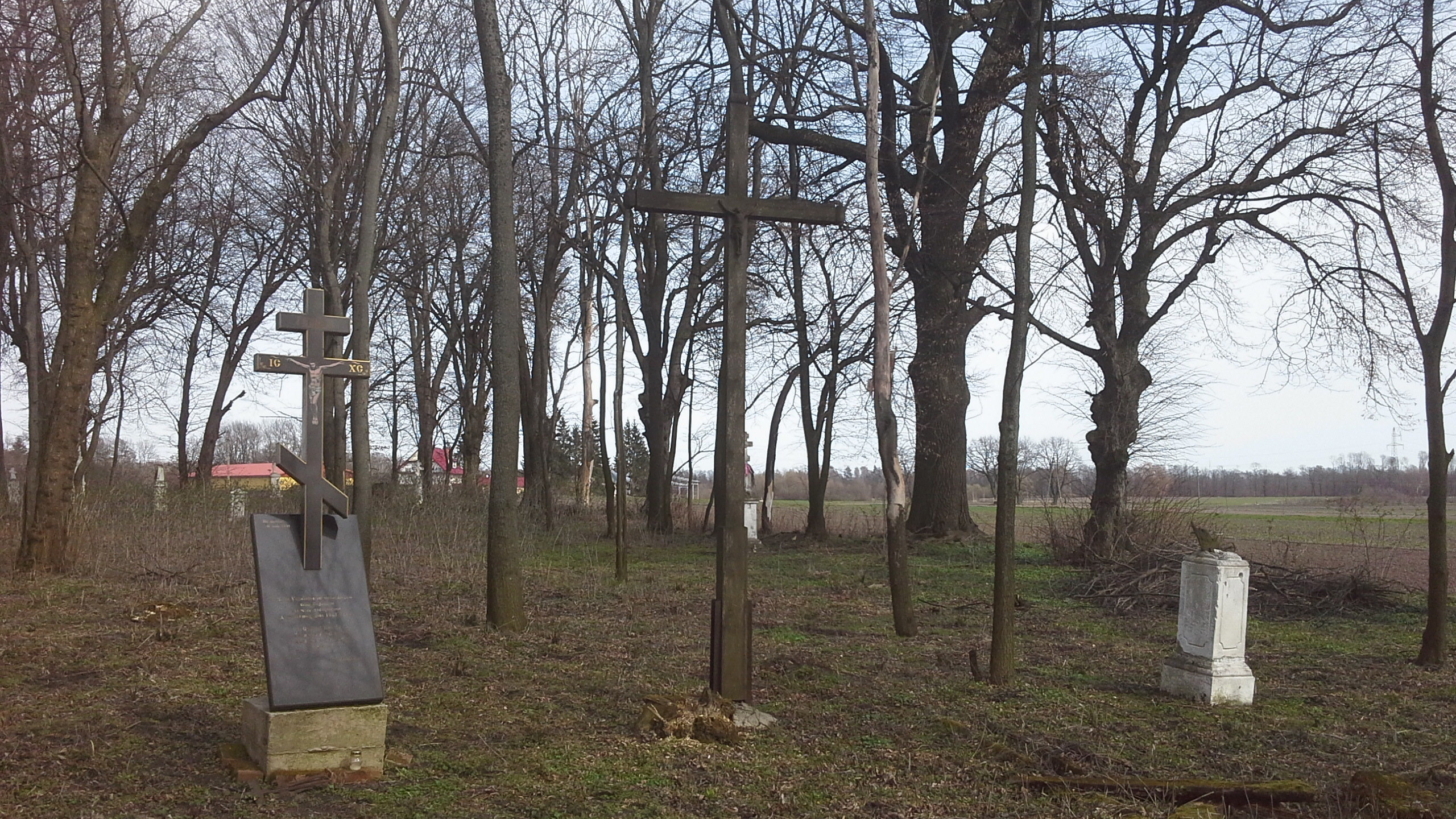
Pomnik zmarłych i zabitych Ukraińców z Wereszyna